# Villa Pueyrredón
Pour les articles homonymes, voir Pueyrredón.
Villa Pueyrredón est un des quarante-huit quartiers de Buenos Aires.